# Швиц (кантон)
Швиц (нем. Schwyz [ʃviːts], фр. Schwy(t)z, итал. Svitto, романш. Sviz) — немецкоязычный кантон в центральной части Швейцарии. Административный центр — город Швиц. Население — 149 830 человек (17-е место среди кантонов; данные 2012 года).

## География

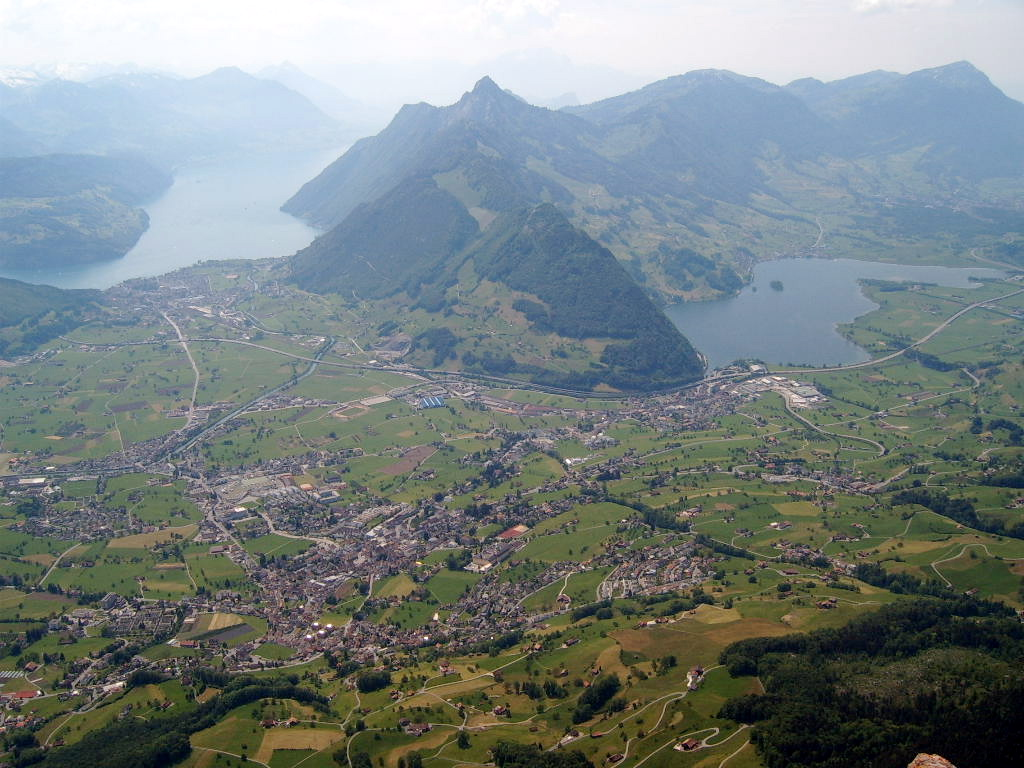
Вид на кантон Швиц, озеро Люцерн, гору Риги и озеро Лауэрц

Кантон Швиц расположен в центральной части Швейцарии. По территории кантона протекает река Зиль; он также включает в себя части Цюрихского, Фирвальдштетского и Цугского озёр.
Площадь кантона Швиц — 908,1 км² (13-е место среди кантонов Швейцарии). 41,0 % земель используется в сельскохозяйственных целях, в то время как 33,7 % занято лесами, 5,4 % отведено под здания и дороги, а 20,0 % земли никак не используется.

## История
В письменных источниках Швиц впервые упоминается в 972 году в качестве свободной крестьянской общины. Позднее графы Габсбурги, первоначальные владения которых располагались на территории современной северной Швейцарии, имели по отношению к Швицу право высшей судебной инстанции. В 1240 году император Фридрих II Штауфен даровал Швицу льготную грамоту, которая полагала конец его судебной зависимости от Габсбургов; однако последние этой императорской грамоты не признали.
1 августа 1291 года кантон Швиц заключил договор о союзе «на вечные времена» с двумя другими «лесными кантонами» (нем. Waldstätte) — Ури и Унтервальденом; этим актом было положено начало Швейцарскому союзу, преемницей которого является современная Швейцарская Конфедерация (само её название образовано от имени кантона Швиц, а флаг современной Швейцарии создан на основе флага данного кантона). Целью заключения договора было противодействие попыткам Габсбургов восстановить свою власть над тремя кантонами, обеспечив тем самым контроль над перевалом Сен-Готард, через который проходил важный торговый путь из Германии в Северную Италию.

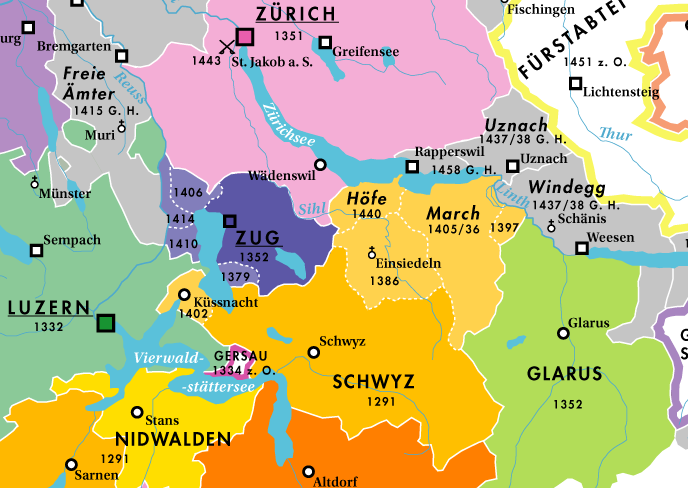
Рост территории кантона Швиц

Фактическая независимость Швейцарского союза упрочилась после блестящей победы, одержанной 15 ноября 1315 года у горы Моргартен швейцарской пехотой, состоявшей из крестьян, над рыцарской конницей Габсбургов, возглавлявшейся Леопольдом Австрийским (австрийским войскам противостояли 1300 воинов из Швица, а также 300 воинов из Ури и 100 — из Унтервальдена). После этого к Швейцарскому союзу постепенно присоединялись всё новые области, и во второй период своего существования (с 1513 по 1798 гг.) он, приобретя относительно стабильную структуру, включал 13 полноправных кантонов, а также ряд союзных земель и подвластных территорий (фогств). Швиц играл достаточно важную роль в делах союза; при этом в конце XIV — 1-й половине XV вв. он существенно расширил свою территорию.
После образования Гельветической республики (1798—1815) Швиц утратил свою политико-административную самостоятельность, будучи объединён вместе с Ури, Унтервальденом и Цугом в один кантон — Вальдштеттен. Однако в 1803 году с провозглашением Акта посредничества республика была реорганизована и Швиц вновь обрёл статус кантона, включив теперь в свой состав и территорию бывшей Республики Герзау (в 1814 году она восстановила было свою независимость, но в 1818 году вынуждена была вновь присоединиться к кантону Швиц, став его шестым округом).
В 1814 году жители Швица в тесном смысле (Altschwyz) принудили население Марха, Айнзидельна и Кюснахта (прежде подчиненное старому Швицу) заключить соглашение, по которому 2/3 состава ландрата избирались старым Швицем, а 1/3 вышеупомянутыми городами. В 1830 г. эти окраинные города потребовали восстановления своей равноправности со старым Швицем; когда же последний отказался удовлетворить их, они в мае 1832 г. объявили себя самостоятельным полукантоном под названием Швиц-окраинная земля (Schwyz-äusseres Land). Во избежание кровопролитного столкновения между обеими частями Швица, он был занят отрядом союзных войск до тех пор, пока 13 октября 1833 года не была издана новая конституция, установившая равноправность обеих частей кантона.

## Административное деление

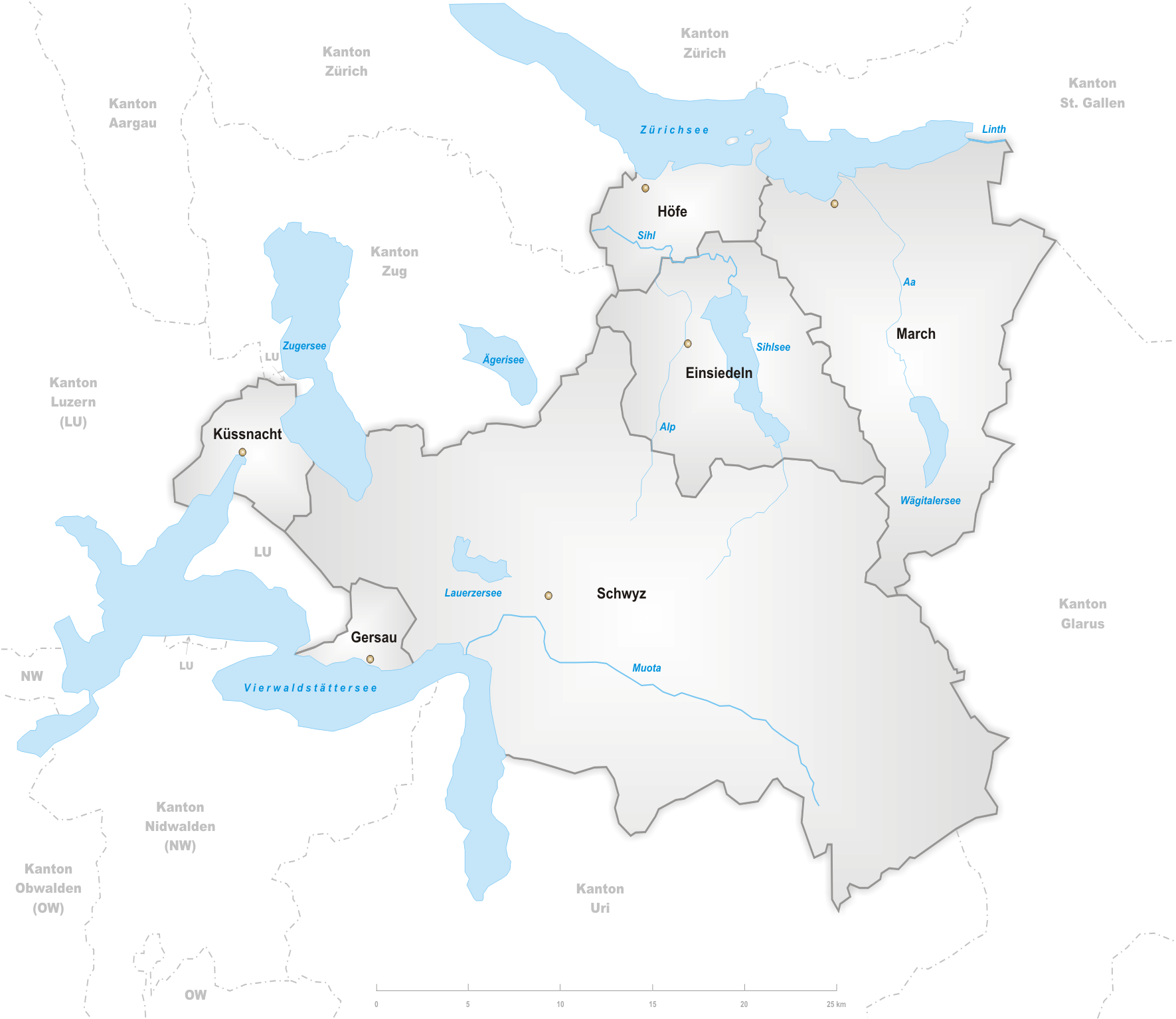
Административное деление кантона

Кантон Швиц состоит из шести округов — Айнзидельн, Герзау, Кюснахт, Марх, Хёфе, Швиц, которые, в свою очередь, разделены на коммуны (всего в округах кантона насчитывается 30 коммун).
| Округ      | Население, чел. (2012) | Площадь, км² | Административный центр | Число коммун |
| ---------- | ---------------------- | ------------ | ---------------------- | ------------ |
| Айнзидельн | 14 632                 | 110,4        | Айнзидельн             | 1            |
| Герзау     | 2118                   | 23,7         | Герзау                 | 1            |
| Кюснахт    | 12 401                 | 36,2         | Кюснахт-ам-Риги        | 1            |
| Марх       | 40 221                 | 191,4        | Лахен                  | 9            |
| Хёфе       | 27 754                 | 44,4         | Воллерау               | 3            |
| Швиц       | 52 704                 | 506,4        | Швиц                   | 15           |
| Всего (6)  | 147 445                | 912,5        | Швиц                   | 30           |

## Население Швица
| Население Швица по происхождению | Численность |
| -------------------------------- | ----------- |
| Швейцария                        | 81,37 %     |
| Германия                         | 4,29 %      |
| Сербия                           | 2,22 %      |
| Италия                           | 2,12 %      |
| Косово                           | 1,29 %      |
| Португалия                       | 0,84 %      |
| Босния и Герцеговина             | 0,80 %      |
| Хорватия                         | 0,79 %      |
| Северная Македония               | 0,66 %      |
| Турция                           | 0,65 %      |
| Австрия                          | 0,59 %      |
| Шри-Ланка                        | 0,51 %      |

Между 1833 и 1950 годами население кантона увеличилось почти в два раза с 38 351 до 71 082 человек, хотя этот рост был медленнее, чем в среднем по стране. В 1870—1914 гг. много иммигрантов из Европы (в основном из Италии) переехали в кантон; это событие совпало с эмиграцией многих швейцарцев в США, причём по такому показателю, как отношение выехавших из страну к общему числу населения, Швиц занимал третье место в Швейцарии. Состав населения Швица изменялся также за счёт внутришвейцарских миграционных процессов в конце XIX — 1-й половине XX вв. (если в 1860 г. почти 80 % жителей жили в том же населенном пункте, где родились, то в 1950 году этот показатель составлял только 50 %).
В 1950—2010 гг. население кантона вновь удвоилось и составило в 2010 году 146 730 человек. В этот период Швиц имел один из самых высоких темпов роста населения среди швейцарских кантонов.
По состоянию на 2000 год, дети и подростки (0—19 лет) составляли 25,6 % населения, в то время как взрослые люди (20—64 лет) составляли 61,4 %, а пожилые люди (старше 64 лет) — 12,9 % населения кантона.

### Языковой состав
Бо́льшая часть населения (по данным переписи 2000 г.) говорит на немецком языке (115 688 или 89,9 %); сербскохорватский язык является вторым по распространённости (2667 или 2,1 %), албанский — третьим (2477 или 1,9 %). Есть ещё 502 человека, говорящих на французском, 2447 людей, говорящих на итальянском и 234 человека, которые говорят на романшском языке.

### Религиозный состав
По данным переписи 2000 г., 72,2 % населения кантона Швиц являются приверженцами Римско-католической церкви — крупнейшей религиозной конфессии в кантоне, 11,8 % населения принадлежит к Швейцарской реформатской церкви; 4,35 % жителей кантона — мусульмане, 2,14 % — православные. 4,92 % не принадлежит ни к какой конфессии (агностики и атеисты).

## Политическая структура
Законодательным органом является Кантональный Совет, который состоит из 100 человек.
| Партия                                                      | 1996 | 2000 | 2004 | 2008 | 2012 | Распределение мест в 2012 году |
| ----------------------------------------------------------- | ---- | ---- | ---- | ---- | ---- | ------------------------------ |
| Швейцарская народная партия (SVP)                           | 12   | 20   | 27   | 41   | 35   |                                |
| Христианско-демократическая народная партия Швейцарии (CVP) | 46   | 43   | 34   | 29   | 29   |                                |
| Либеральная радикальной партии (FDP)                        | 29   | 26   | 24   | 21   | 23   |                                |
| Социал-демократическая партия Швейцарии (SP)                | 11   | 11   | 15   | 9    | 10   |                                |
| Другие                                                      | 2    | 0    | 0    | 0    | 3    |                                |

## Экономика
По состоянию на 2010 год, уровень безработицы в Швице составлял 2,3 %. По состоянию на 2008 год, 4723 человек и 1789 предприятий работало в первичном секторе экономики, 18 661 человек и 1937 предприятий работало в обрабатывающем секторе, 41 198 человек и 6207 предприятий было занято в третичном секторе.
15,9 % работающего населения использовали общественный транспорт, чтобы добраться до работы, а 56 % использовали личный автомобиль.